# مایکل لنگ (تهیه‌کننده)
مایکل لنگ (انگلیسی: Michael Lang؛ زادهٔ ۱۱ دسامبر ۱۹۴۴ –
درگذشتهٔ ۸ ژانویهٔ ۲۰۲۲) تهیه‌کننده موسیقی اهل ایالات متحده آمریکا بود که عمدهٔ شهرتش به واسطهٔ مشارکت در خلق رویداد وودستاک بود.